# Future bass
Future bass is een subgenre binnen de electronic dance music (EDM). De genrenaam wordt sinds halverwege het decennium 2010-2020 gebruikt door muziekmedia voor muziek die een combinatie is van zware beats en diepe bassen zoals bekend uit de genres dubstep en trap, maar dan met warmer klinkende synthmelodieën en futuristischer klinkende ritmes en geluiden. Het contrast tussen hoge en lage geluiden speelt dus een grote rol. Maar omdat het genre niet duidelijk gedefinieerd is, wordt de genrenaam door platenlabels en muziekstreamingdiensten ook wel gebruikt voor playlists vol 'futuristisch klinkende' dance, vol met geluiden uit synthesizers die nauwelijks nog als dat instrument te herkennen zijn.  
Vroege voorbeelden van wat achteraf future bass-muziek genoemd is, komen van producers als Flume (veelgenoemd wordt diens remix van Disclosure's You & Me uit 2013), Rustie, Hudson Mohawke, San Holo en Cashmere Cat. Het genre werd populairder dankzij artiesten als Martin Garrix, Illenium, Louis the child en Mura Masa.